# Països de Bretanya
Els països de Bretanya (en bretó Broioù Breizh) són les subdivisions tradicionals de la Bretanya. Es tracta d'una estructura complexa perquè els territoris que la componen han evolucionat al llarg de la història. Hom distingeix dos nivells de país: els països històrics i els països tradicionals. Des de 1999 i l'aprovació de la llei d'orientació per a gestió i desenvolupament sostenible del territori (LOADDT), s'hi pot afegir el país « Loi Voynet », només que ara tenen un rol administratiu.

## Història
Abans de 1789 la Bretanya havia estat alhora una província, Generalitat, a intendència, una part de la província eclesiàstica de Tours, etc. Aquestes entitats tenien diverses divisions administratives: els presidis, les senescalies (divisió judicial, de 40 a 26 segons les èpoques), les diòcesis (divisió religiosa, 7 després 9), etc. Totes aquestes subdivisions desaparegueren després de la revolució i foren substituïdes per una nova divisió administrativa única : el departament.

## País històrics

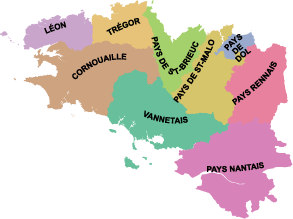
Carta dels nou països històrics de Bretanya

Els països històrics o províncies (bro plural broioù en bretó) són sovint assimilalts als antics bisbats si bé que alguns en fan lleugeres distincions. Les fronteres dels bisbats foren reorganitzades a fi de correspondre als nous límits departamentals el 29 de novembre de 1801.
El seu nombre és de nou:
- Bro Kernev
- Bro Leon
- Bro Dreger
- Bro Gwened o Broërec
- Bro Zol
- Penteur
- Bro Sant Malou
- Bro Naoned
- Bro Roazhon

## Països tradicionals

Mapa dels països tradicionals de Bretanya

Els països tradicionalss (paou plural peier o broig plural broioùigoù en bretó), subdivisions dels països històrics, encara no tenen uns límits fixats. Han pogut tenir vocacions divaerses al llarg de la història: alguns poden haver tingut un rol administratiu mentre que d'altres són essencialment territoris identitaris.
Bro Kernev
- Aven
- Bidar
- Pays Bigouden
- Calanhel
- Cap Sizun
- Chtou
- Crozon
- Dardoup
- País Fañch
- Fisel
- Pays fouesnantais
- País Glazik
- País Melenig
- Kernevodez
- Penn Sardin
- Plougastel
- Poher
- Rouzig

Bro Leon
- Bas-Léon
- Haut-Léon
  - Pays pagan
  - Pays Chelgen

Bro Dreger
- Bas-Trégor
- Grand-Trégor
- Petit-Trégor

Aquestes subdivisions no s'utilitzen generalment al Bro Dreger, que només distingeixen el "Tregor del Finisterre"
Bro Gwened
- Bas-Vannetais
- Haut-Vannetais
- Kost ar c'hoad
- País de Baud
- País de Pontivy
- País de Redon (o País d'haot)
- Pourlet
- Rhuys
- Vanetès gal·ló (amb Pais de bas i una part País d'haot)

Bro Zol
- Clos Ratel
- Dolois

Bro Sant Brieg
- Goëlo
- Penteur
- Pays de Loudéac
- Mené

Bro Sant Malou
- Clos Poulet
- Poudouvre
- Porhoët
- Rohan
- Brocéliande

Bro Naoned
- Mitau
- País d'Ancenis
- País de Guérande
- País de la Mée
- País de Nantes
- País de Redon (al Pais de haot)
- País de Retz
- País du Vignoble nantais (parfois Vignoble breton)

Bro Roazhon
- Coglais
- Guerchais
- País de Rennes
- Vendelais

## País « Loi Voynet »
Els països de gestió del territori, o països « Loi Voynet » foren creats per la llei de direcció de la gestió i el desenvolupament sostenible del territori (LOADDT) de 25 de juny de 1999. A part de Nantes i Saint-Nazaire, totes les ciutats importants a Bretanya avui són base d'un país. N'hi ha 26 d'ells 21 a la regió Bretanya :
| Nom                                 | Seu administrativa    | Nb comunes | Població (1999) | Superfície (km²) |
| ----------------------------------- | --------------------- | ---------- | --------------- | ---------------- |
| País d'Ancenis                      | Ancenis               | 29         |                 |                  |
| País d'Auray                        | Auray                 | 28         | 72.773          | 606              |
| País de Brest                       | Brest                 | 89         | 374.740         | 1.678            |
| País de Brocéliande                 | Montauban-de-Bretagne | 43         | 57.683          | 929              |
| País del Centre-Bretanya            | Loudéac               | 41         | 43.395          | 970              |
| País del Centre Oest Bretanya       | Carhaix-Plouguer      | 109        | 103.845         | 3.264            |
| País de Châteaubriant               | Châteaubriant         | 33         |                 |                  |
| País de Cornualla                   | Quimper               | 95         | 312.471         | 2.484            |
| País de Dinan                       | Dinan                 | 79         | 94.839          | 1.305            |
| País de Fougères                    | Fougères              | 58         | 76.517          | 1.026            |
| País de Guingamp                    | Guingamp              | 64         | 71.855          | 1.092            |
| País de Lorient                     | Lorient               | 30         | 205.227         | 855              |
| País de Machecoul i Logne           | Machecoul             | 16         |                 |                  |
| País de Morlaix                     | Morlaix               | 61         | 121.621         | 1.331            |
| País de Ploërmel - Cœur de Bretagne | Ploërmel              | 54         | 60.171          | 1.241            |
| País de Pontivy                     | Pontivy               | 45         | 77.340          | 1.377            |
| País de Redon i Vilaine             | Redon                 | 54         | 77.987          | 1.434            |
| País de Rennes                      | Rennes                | 67         | 419.559         | 1.145            |
| País de Retz Atlantique             | Pornic                | 22         |                 |                  |
| País de Saint-Brieuc                | Saint-Brieuc          | 63         | 180.227         | 1.149            |
| País de Saint-Malo                  | Saint-Malo            | 71         | 149.360         | 1.107            |
| País de Trégor-Goëlo                | Lannion               | 69         | 112.209         | 1.034            |
| País de Les Vallons de Vilaine      | Guichen               | 25         | 41.624          | 620              |
| País de Vannes                      | Vannes                | 61         | 173.618         | 1.523            |
| País du Vignoble nantais            | Clisson               | 31         |                 |                  |
| País de Vitré-Porte de Bretagne     | Vitré                 | 64         | 87.256          | 1.282            |
| Total                               |                       | 1.270      | 2.919.717       | 24.512           |

## Altres
Hi ha altres subdivisions territorials que porten o han portat a la designació de "país". Per exemple, a més de ser un país "Llei Voynet" el país de Morlaix té l'etiqueta país d'Art i Història.